# Disney Channel Circle of Stars
Disney Channel Circle of Stars (DCCOS) is een muziekgroep die door Disney Channel/The Walt Disney Company in het leven werd geroepen. De groep zingt remixen van klassieke Disneyliedjes, die zijn verschenen op DisneyMania 2, DisneyMania 4, DisneyRemixMania en andere uitgaven.

## Discografie

### Soundtracks
| Jaar | Lied                                 | Album            |
| ---- | ------------------------------------ | ---------------- |
| 2004 | "Circle of Life"                     | DisneyMania 2    |
| 2005 | "Circle of Life (All Star Remix)"    | DisneyRemixMania |
| 2005 | "A Dream Is a Wish Your Heart Makes" | DisneyMania 4    |
| 2010 | "When You Wish Upon a Star"          | DisneyMania 8    |

### Singles
- 2003: "Circle of Life"
- 2005: "A Dream Is a Wish Your Heart Makes"
- 2010: "When You Wish Upon a Star"

## Leden

### Circle of Life
- Hilary Duff (van Lizzie McGuire)
- Raven-Symoné (van That's So Raven)
- Anneliese van der Pol (vanThat's So Raven)
- Orlando Brown (van That's So Raven & The Proud Family)
- Kyla Pratt (van The Proud Family)
- Tahj Mowry (van Kim Possible)
- A.J. Trauth (van Even Stevens)
- Christy Carlson Romano (van Even Stevens & Kim Possible)

### A Dream Is a Wish Your Heart Makes
- Raven-Symoné (van That's So Raven)
- Anneliese van der Pol (van That's So Raven)
- Orlando Brown (van That's So Raven
- Kyla Pratt (van The Proud Family)
- Brenda Song (van The Suite Life of Zack and Cody)
- Cole Sprouse (van The Suite Life of Zack and Cody)
- Dylan Sprouse (van The Suite Life of Zack and Cody)
- Ashley Tisdale (van The Suite Life of Zack and Cody)
- Amy Bruckner (van Phil of the Future)
- Alyson Michalka (of Aly & AJ; van Phil of the Future)
- Ricky Ullman (van Phil of the Future)

### When You Wish Upon a Star
- Adrienne Bailon (of The Cheetah Girls; from The Cheetah Girls series and Diversity)
- Sabrina Bryan (of The Cheetah Girls; from The Cheetah Girls series)
- Kiely Williams (of The Cheetah Girls; from The Cheetah Girls series)
- Selena Gomez  (From Wizards of Waverly Place)
- Miley Cyrus  (From Hannah Montana)
- Demi Lovato  (From Camp Rock, As the Bell Rings and Sonny With a Chance)
- Joe Jonas (of Jonas Brothers; from Camp Rock)
- Nick Jonas (of Jonas Brothers; from Camp Rock)
- Alyson Michalka (of Aly & AJ; from Cow Belles and Phil of the Future)
- AJ Michalka (of Aly & AJ; from Cow Belles)
- KayCee Stroh  (From High School Musical series)
- Chris Warren Jr.  (From High School Musical series)
- Ryne Sanborn  (From High School Musical series)
- Olesya Rulin  (From High School Musical series)